# Sebastiano (usurpador)
Sebastiano (em latim: Sebastianus), um irmão do usurpador romano Jovino, foi um aristocrata da região sul da Gália. Após Jovino ter usurpado na Gália o trono do Império Romano do Ocidente do imperador Honório em 411, ele nomeou Sebastiano como "augusto" (co-imperador) em 412. Moedas com a efígie de Sebastiano foram cunhadas em Arelate (moderna Arles, na França) e em Augusta dos Tréveros (moderna Tréveris, na Alemanha).
Por conta da relação conturbada entre Jovino e o rei Ataulfo dos visigodos, o pretendente a imperador acabou capturado em 413 e foi entregue ao prefeito pretoriano da Gália de Honório, Póstumo Dardano, que o executou e enviou sua cabeça para a corte de Honório, em Ravena.